# هيلدا ليون
هيلدا ليون (بالألمانية: Hilde Lion)‏ هي عالمة اجتماع ألمانية، ولدت في 14 مايو 1893 في هامبورغ في ألمانيا، وتوفيت في 8 أبريل 1970 في سري في المملكة المتحدة.